# بورخاته
بورخاته (به لهستانی:  Burchaty) یک روستا در لهستان است که در گمینا برانگسک واقع شده‌است.